# Charles Napier (acteur)
Pour les articles homonymes, voir Charles Napier et Napier.
Charles Napier, né le 12 avril 1936 à Scottsville (Kentucky), et mort le 5 octobre 2011 à Bakersfield (Californie), est un acteur américain.

## Biographie
Habitué à jouer des rôles de méchants dans de petits films, Charles Napier n'a jamais réellement eu droit à la reconnaissance d'un public qui connaît pourtant bien sa mâchoire proéminente caractéristique.
Policier corrompu chez Russ Meyer (dans Supervixens, par exemple), officier ennemi dans Rambo 2 : La Mission, musicien de country dans The Blues Brothers, militaire dur-à-cuire dans toutes sortes de films et de séries, il fait partie des acteurs fétiches de Jonathan Demme, qui l'a employé pas moins de dix fois. 
Il est par ailleurs la voix (le grognement) du monstre dans la série L'Incroyable Hulk. Il est aussi l'invité vedette d'un des épisodes de la série Les 4400 en 2004, ainsi que dans Les Simpson, et il apparaît aussi en tant que shérif dans un épisode de Monk.
Charles Napier a également joué le rôle d'Adam dans l'épisode 20 de la 3e saison de la série originale Star Trek, intitulée Le chemin d'Eden.

## Filmographie
- 1969 : Papa Schultz (Hogan's Heroes) (série TV)
- 1969 : The House Near the Prado de Jean Van Hearn
- 1969 : Star Trek (série) : épisode Le Chemin d'Eden : Adam
- 1969 : The Hanging of Jake Ellis : Jake Ellis
- 1970 : Love and Kisses
- 1970 : Cherry, Harry et Raquel (Cherry, Harry & Raquel!) de Russ Meyer : Harry
- 1970 : La Vallée des Plaisirs / Orgissimo (Beyond the Valley of the Dolls) de Russ Meyer : Baxter Wolfe
- 1971 : The Seven Minutes de Russ Meyer : Officer Iverson
- 1972 : Mission impossible (Mission: Impossible) (série TV) : First Guard
- 1973 : Moonfire de Michael Parkhurst : Robert W. Morgan
- 1975 : Supervixens de Russ Meyer : Harry Sledge
- 1975 : Kojak (série TV) : Marty Vaughan
- 1975 : Les Rues de San Francisco (The Streets of San Francisco) (série TV) : Norderman
- 1975 : Baretta (série TV) : Whitey
- 1975 : The Rookies (série TV) : Phil
- 1976 : Alien Attack (TV) : Shuttle Captain
- 1976 : Les Têtes brûlées (Baa Baa Black Sheep) (série TV) : Major Red Buell
- 1976 : Delvecchio (série TV) : Alt
- 1977 : The Oregon Trail (série TV) : Luther Sprague
- 1977 : Deux cent dollars plus les frais (The Rockford Files) (série TV) : Billy Webster
- 1977 : Ransom for Alice! (TV) : Pete Phelan
- 1977 : Un cocktail explosif (Thunder and Lightning) de Corey Allen : Jim Bob
- 1977 : Handle with Care de Jonathan Demme : Chrome Angel
- 1978 : Starsky et Hutch (Starsky and Hutch) (série TV) : John Brown Harris
- 1978 : Big Bob Johnson and His Fantastic Speed Circus (TV) : Big Bob Johnson
- 1979 : Meurtres en cascade (Last Embrace) de Jonathan Demme : Dave Quittle
- 1980 : The Blues Brothers (The Blues Brothers) de John Landis : Tucker McElroy
- 1980 : Melvin and Howard de Jonathan Demme : Ventura
- 1980 : Gridlock (TV) : Sonny
- 1981 : B.J. and the Bear (série TV) : Hammer
- 1981 : Walking Tall (série TV) : Vernon Larkin
- 1981 : Concrete Cowboys (série TV) : Red Asher
- 1981 : Private Benjamin (en) (série TV) : Trustmore
- 1981 : Shérif, fais-moi peur (The Dukes of Hazzard) (série TV) : Digger (Saison 3, épisode 20 : Bye Bye Boss)
- 1982 : Seven Brides for Seven Brothers (série TV) : Marshal
- 1982 : K 2000 (Knight Rider) (série TV) : Carney Miller
- 1982 : Simon et Simon (Simon & Simon) (série TV) : Gibson
- 1982 : Wacko (en) de Greydon Clark : Chief O'Hara
- 1982 : The Blue and the Gray (série TV) : Maj. Harrison
- 1982 : CHiPs (série TV) : Klane
- 1983 : Jake Cutter (Tales of the Gold Monkey) (série TV) : Tex
- 1983 : Dallas (feuilleton TV) : Carl Daggett
- 1983 : Gun Shy (série TV) : Carlton
- 1983 : China Lake de Robert Harmon : Donnelly
- 1983 : L'Agence Tous Risques (The A-Team) (série TV) : Burt Cross (saison 2 épisode 8)
- 1983 : Shérif, fais-moi peur (The Dukes of Hazzard) (série TV) : Pete
- 1984 : In Search of a Golden Sky de Jefferson Richard : T. J. Rivers
- 1984 : Swing Shift de Jonathan Demme : Moon Willis
- 1984 : Tribunal de nuit (Night Court) (série TV) : Mitch Bowers
- 1984 : Les Petits Génies (Whiz Kids) (série TV) : Douglas Blackthorne
- 1984 : The Outlaws (TV) : Captain Striker
- 1984 : L'Agence tous risques (The A-Team) (série TV) : Army Col. Briggs
- 1984 : L'Héritage fatal (The Cartier Affair) (TV) : Morgan Carroll
- 1985 : Tonnerre mécanique (Street Hawk) (série TV) : John Slade
- 1985 : Rambo 2 : La Mission (Rambo: First Blood Part II) de George Pan Cosmatos : Marshall Murdock
- 1986 : Outlaws (en) (TV) : Wolfson « Wolf » Lucas
- 1986 : Arabesque (Murder, She Wrote) (Série TV) (Saison 3, épisodes 1 et 2 : Meurtre sous chapiteau 1 et 2) : Hank Sutter
- 1986 : Kidnapping (Kidnapped) : Lt. O'Bryan
- 1986 : Justice privée (Instant Justice) de Denis Amar : Maj. Davis
- 1986 : Dangereuse sous tous rapports (Something Wild) de Jonathan Demme : Irate Chef
- 1986 : Outlaws (série TV) : Wolfson Lucas (
- 1987 : The Night Stalker : Sergeant J.J. Striker
- 1987 : Le Camping de la mort (Camping del terrore) : Charlie, le Shérif
- 1988 : Le Retour de l'incroyable Hulk (The Incredible Hulk Returns) (TV) : Mike Fouche
- 1988 : Deep Space : Détective Ian McLemore
- 1988 : Veuve mais pas trop (Married to the Mob) de Jonathan Demme : Ray, Angela's Hairdresser
- 1989 : One Man Force : Dante
- 1989 : Hit List de William Lustig : Tom Mitchum
- 1989 : Les Orages de la Guerre (War and Remembrance) (télésuite) : Lt. Gen. Walter Bedell Smith
- 1989 : Alien, la créature des abysses (Alien degli abissi) : Colonel Kovacks
- 1989 : Le Cavalier solitaire (Paradise) (série TV)
- 1990 : L'ultima partita : American Consul
- 1990 : Sulle tracce del condor
- 1990 : Cop Target : John Granger
- 1990 : Dragonfight (pl) : Moochow
- 1990 : Ernest en prison (Ernest Goes to Jail) : Warden
- 1990 : Le Flic de Miami (Miami Blues) : Sgt. Bill Henderson
- 1990 : Future Zone de David A. Prior : Mickland
- 1990 : Maniac Cop 2 : Lew Brady
- 1990 : Les Arnaqueurs (The Grifters) : Gloucester Hebbing
- 1991 : Killer Instinct : John Doogan
- 1991 : Under Surveillance de Rafal Zielinski :
- 1991 : Le Silence des agneaux (The Silence of the Lambs) de Jonathan Demme : Lt. Boyle
- 1991 : La Loi de Los Angeles (L.A. Law) (série TV) : Detective Norris
- 1991 : Indio 2 - La rivolta : IMC President
- 1991 : Soldier's Fortune : Col. Bob
- 1991 : Un homme fatal (Lonely Hearts) : Robby Ross
- 1992 : Frogtown II : Captain Delano
- 1992 : La passagère de l'oubli (Treacherous Crossing) (TV)
- 1992 : Center of the Web : Agent Williams
- 1992 : Hornsby e Rodriguez: Sfida criminale : Brian Hornsby
- 1992 : Eyes of the Beholder : Det. Wilson
- 1992 : The Golden Palace (série TV) : Mr. Smith #1
- 1993 : Skeeter : Ernie Buckle
- 1993 : Alarme fatale (Loaded Weapon 1) : Interrogator
- 1993 : Petits cauchemars avant la nuit (Body Bags) (TV) : Baseball Team Manager (segment Eye)
- 1993 : Le Rebelle (Renegade) (série TV) : Sergent Douglas Raines
- 1993 : Philadelphia de Jonathan Demme : Judge Garnett
- 1994 : Silent Fury d'Eric Louzil (en)
- 1994 : Silk Degrees Armand Garabidian : Schultz
- 1994 :  Sexe attitudes (Body Shot)  : Leon
- 1994 : Coach (série TV) : Buzz Durkin
- 1994 : To Die, to Sleep : Father
- 1994 : Strip Girl (Raw Justice) : Mayor David Stiles
- 1994 : Vilaines Filles et Mauvais Garçons (Jailbreakers) de William Friedkin : Horse Connection
- 1994 : Savage Land : Cole
- 1994 : Felony de David A. Prior : Detective Duke
- 1995 : Fatal Choice : Nolan Gobal
- 1995 : Max Is Missing (TV) : Becker
- 1995 : Ripper Man : Harry
- 1995 : Les 3 ninjas se révoltent (3 Ninjas Knuckle Up) : Jack Harding
- 1995 : Loïs et Clark, les nouvelles aventures de Superman (Lois & Clark: The New Adventures of Superman) (série TV) : Salin' Whalen
- 1995 : Jury Duty : Jed
- 1995 : Profession : critique (The Critic) (série TV) : Duke Phillips
- 1995 : Justice maximum (Hard Justice) (vidéo) : Warden Pike
- 1995 : Hudson Street (série TV) : Lone Star Sheriff
- 1995 : Star Trek : Deep Space Nine (série TV) : General Denning
- 1995 : Ballistic : Underwood
- 1996 : Expert Witness : Bonn
- 1996 : Alien Species : Sheriff Nate Bridges
- 1996 : Billy Lone Bear
- 1996 : Original Gangstas de Larry Cohen : Mayor
- 1996 : Disjoncté (The Cable Guy) de Ben Stiller : Arresting Officer
- 1996 : Pacific Blue (série TV) : Tyrone Justice
- 1996 : The Real Adventures of Jonny Quest (série TV) : Hinkle
- 1997 : No Small Ways
- 1997 : L'Évasion (Macon County Jail) : Sheriff Dempsey
- 1997 : Riot : Agent Devaney
- 1997 : Austin Powers (Austin Powers: International Man of Mystery) : Commander Gilmour
- 1997 : Justicier d'acier (Steel) : Col. David
- 1997 : George & Leo (série TV) : Dutch
- 1997 : Men in Black (Men in Black: The Series) (série TV) : Zed
- 1998 : Centurion Force
- 1998 : Lima: Breaking the Silence (en) de Menahem Golan : Padre
- 1998 : The Thief & the Stripper : Face
- 1998 : La Vie à cinq (Party of Five) (série TV) : Video Guy
- 1998 : Armstrong : Robert Zorkin
- 1998 : Le ranch de l'amour (Second Chances) : Craig Hardy
- 1998 : Fatal Pursuit : Herbert
- 1998 : Beloved : Angry Carny
- 1999 : Complot meurtrier (Cypress Edge) : Detective O'Reilly
- 1999 : The Hunter's Moon : J.T. Conover
- 1999 : Los gringos : The Gringo
- 1999 : The Magician (série TV) : Lt. Vega (unknown episodes)
- 1999 : Austin Powers 2 : L'Espion qui m'a tirée (Austin Powers: The Spy Who Shagged Me) : General Hawk
- 1999 : Pirates of the Plain : Grandpa
- 1999 : Walker, Texas Ranger (série TV) : Warden Kyle
- 1999 : The Big Tease : Senator Warren Crockett
- 2000 : Never Look Back
- 2000 : Superman, l'Ange de Métropolis (Superman) (série TV) : General Hardcastle
- 2000 : Very Mean Men (en) de Tony Vitale (en) : Detective Bailey
- 2000 : La Famille Foldingue (Nutty Professor II: The Klumps) : Four Star General
- 2000 : Roswell (série TV) : Hal Carver
- 2000 : Les Aventures de Buzz l'Éclair (Buzz Lightyear of Star Command) (série TV) : Wild Bill Cooley
- 2001 : Le Nettoyeur (Down 'n Dirty)  (TV) : Captain Jerry Teller
- 2001 : Forgive Me Father : Frank Ransom
- 2001 : Diagnostic : Meurtre (Diagnosis Murder) (série TV) : Johnny McNamara
- 2001 : The Practice : Bobby Donnell et Associés (The Practice) (série TV) : Judge Abraham Betts
- 2001 : La Légende de Tarzan (The Legend of Tarzan) (série TV) : Ian McTeague
- 2001 : Extreme Honor : Commander
- 2002 : Spirit, l'étalon des plaines (Spirit: Stallion of the Cimarron) : Roy (voix)
- 2002 : Son of the Beach (série TV) : Charles Foster Brooks
- 2003 : Trash (TV) : Man
- 2003 : La Momie (The Mummy: The Animated Series) (série TV) : Jack O'Connell
- 2003 : Dieu, le diable et Bob (God, the Devil and Bob) (série TV)
- 2004 : Dinocrocodile, la créature du lac (Dinocroc) : Sheriff Harper
- 2004 : Un crime dans la tête (The Manchurian Candidate) : General Sloan
- 2004 : La Ligue des justiciers (Justice League) (série TV) : General Hardcastle
- 2004 : Les Simpson (The Simpsons) (série TV) : Warden
- 2005 : Les Seigneurs de Dogtown (Lords of Dogtown) : Nudie
- 2005 : Les 4400 (The 4400) (série TV) : Reverend Josiah
- 2005 : Un destin si fragile (Fielder's Choice) (TV) : Taco Bob
- 2005 : Suits on the Loose  de Rodney Henson : General Wilkins
- 2005 : Batman (The Batman) (série TV) : Killgore Steed
- 2005 : Les Experts (CSI: Crime Scene Investigation) (série TV) : Warren Matthews
- 2006 : Monk (série TV) : Sheriff Bates
- 2006 : Annapolis de Justin Lin : Supt. Carter
- 2006 : Squidbillies (série TV) : Sheriff
- 2007 : Ned ou Comment survivre aux études (Ned's Declassified School Survival Guide) (série TV) : Seargent Guard
- 2007 : Larry et son nombril (Curb Your Enthusiasm) (série TV) : Bert's Dad
- 2008 : The River Bridge (vidéo) de James Hunter : Chuck
- 2008 : Your Name Here de Matthew Wilder : Chuck
- 2008 : bgFATLdy d'Adam Pertofsky : Father Woods
- 2008 : Cold Case : Affaires classées (Cold Case) (série TV) : Hal Chaney '08
- 2008 : One-Eyed Monster d'Adam Fields : Mohtz
- 2009 : Shadowheart de Dean Alioto : Sheriff Sanders
- 2009 : The Goods: Live Hard, Sell Hard de Neal Brennan : Dick Lewiston

### Jeux vidéo
- 1996 : Spycraft: The Great Game : Frank Milkovsky
- 2001 : Return to Castle Wolfenstein : Murphy
- 2005 : Quake 4 : le général Ulysses Harper